# Crèche (zoologie)
Pour les articles homonymes, voir crèche.

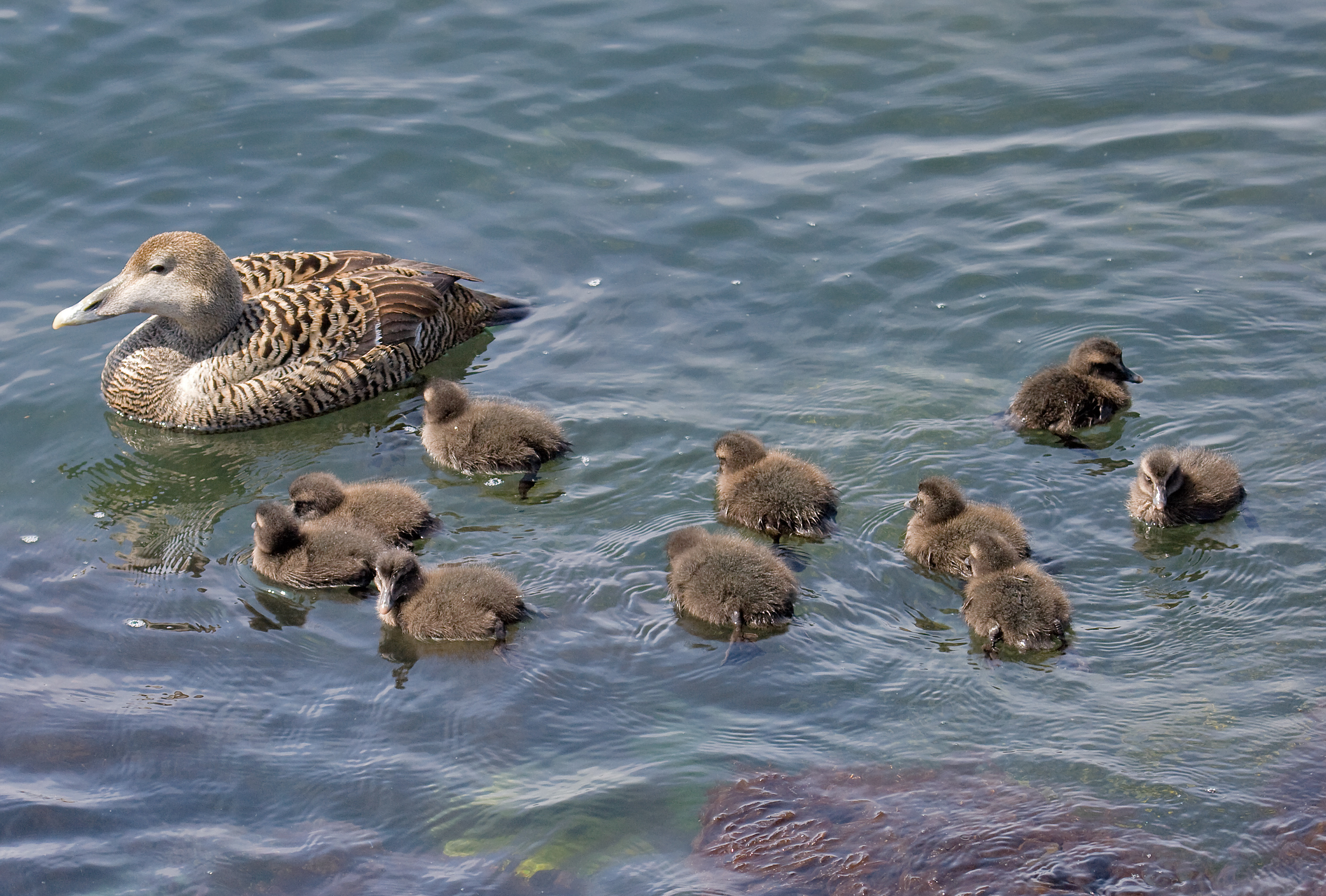
L'Eider à duvet pond des couvée de 4 à 6 œufs. Ces dix canetons proviennent de plus d'une femelle. Les crèches sont fréquentes chez cette espèce.

En zoologie, le terme crèche réfère aux rassemblements de jeunes oiseaux d’espèces nidifuges en dehors du lieu de nidification.  Le groupe demeure sous la garde d’un ou plusieurs adultes.  Ce comportement s’observe chez certaines espèces coloniales (manchots, goélands, sternes, cormorans, flamants, canards).  Le crèchage aurait pour avantage de réduire la prédation et d’améliorer la thermorégulation chez les jeunes oiseaux,,.  
Le terme de crèche est parfois aussi employé chez les mammifères (Hippotrague noir, Mara) et les reptiles (Crocodile du Nil, Crocodile de Johnston) pour désigner les rassemblements de jeunes.